# Nino Oliveira Toldo
Nino Oliveira Toldo (nascido em São Paulo) é um magistrado brasileiro. Foi presidente da Associação dos Juízes Federais do Brasil (Ajufe) no biênio 2012-2014. Em 2014 assumiu como desembargador no Tribunal Regional Federal da 3ª Região (TRF-3).

## Biografia
Formado em Direito pela Universidade de São Paulo (USP), Toldo é doutor em Direito Econômico e Financeiro pela mesma universidade e mestre em Direito e Serviço Social pela Universidade Estadual Paulista (Unesp). Entrou na Justiça Federal em 1991, no primeiro concurso organizado pelo TRF-3.

## Artigos publicados
- Efeitos penais de débitos previdenciários, O Estado do Maranhão, 2010.[5]
- Somos todos Sergio Moro, Folha de S.Paulo, 2016.[6]